# Liste der Monuments historiques in Saint-Priest-en-Murat
Die Liste der Monuments historiques in Saint-Priest-en-Murat führt die Monuments historiques in der französischen Gemeinde Saint-Priest-en-Murat auf.

## Liste der Bauwerke
| Bezeichnung      | Beschreibung              | Standort | Kennzeichnung | Schutzstatus | Datum | Bild |
| ---------------- | ------------------------- | -------- | ------------- | ------------ | ----- | ---- |
| Kirche St-Priest | Erbaut im 12. Jahrhundert | (Lage)   | PA00093289    | Inscrit      | 1968  |      |

## Liste der Objekte
| Bezeichnung                                                                         | Beschreibung            | Standort | Kennzeichnung | Schutzstatus | Datum | Bild |
| ----------------------------------------------------------------------------------- | ----------------------- | -------- | ------------- | ------------ | ----- | ---- |
| Drei Heiligenskulpturen: Heiliger Fiacrius, heiliger Augustinus und heiliger Priest | in der Kirche St-Priest | (Lage)   | PM03001516    | Inscrit      | 1997  |      |